# Ankom
Ankom est un village du Cameroun situé dans le département du Haut-Nyong et la région de l'Est.
Il fait partie de la commune d’Angossas.

## Population
En 1966-1967, on y a dénombré 579 habitants.
Lors du recensement de 2005, Ankom comptait 981 habitants.

## Développement
Selon le Plan Communal de Développement d’Angossas (2012), afin d'accéder à une éducation de qualité, plusieurs travaux ont été envisagés : la construction de six salles de classe et une école maternelle, l'affectation de cinq enseignants qualifiés, la construction de cités pour le logement des enseignants du secondaire et une aires de jeu, l'installation de latrines et un point d'eau et une bibliothèque au sein d'établissement.
La réhabilitation de deux puits / forages d’eau, la construction de deux puits / forages d’eau et de l'aménagement de trois sources d'eau ont été également planifiés dans le but de faciliter l'accès à l'eau potable.
L'exploitation des carrières de sable et de pierre a aussi été mis en accent afin de développer l'économie locale.